# 越前武生站
越前武生站（日语：／ Echizen-Takefu eki */?，開業前的臨時站名為南越站）是位於日本福井縣越前市岩内町，屬於西日本旅客鐵道（JR西日本）北陸新幹線的車站。

## 概要
車站位於北陸本線武生站東方約5公里的北陸自動車道武生交流道南側。鄰近設施包括仁愛大學和御誕生寺。此站為單獨設站，與相距最近的北陸本線武生車站直線距離約2.7公里。
2015年12月，車站所在地越前市制定了車站周邊發展的整備基本計画。
隣接的鯖江市由於本站開業後，該市使用鐵路交通將變得不便（北陸新幹線在鯖江市内不設車站），因而要求現時的特急列車繼續運行並在該市中心的鯖江站停車，並成立「特急雷鳥、特急白鷺存續實現会」。面向鯖江市民的調查反映市民希望「建設以鯖江站為中心的交通便利的城鎮」，並要求在正式站名中加入與「鯖江市」關連的名称。
2021年5月13日，JR西日本公佈該站定名為「越前武生站」。

## 車站構造
車站爲高架站，設有側式月台2面2線和2條中央通過線。
車站外觀的設計以「越前和紙技術『流漉』」爲概念；此外，使用了当地的传统工艺品越前指物。月台的设计以东方白鹳为藍本，采用单色调以營造统一感。

#### 月台配置
位於二樓。
| 月台 | 路線       | 方向 | 目的地         | 備註 |
| ---- | ---------- | ---- | -------------- | ---- |
| 1    | 北陸新幹線 | 上行 | 金澤、東京方向 |      |
| 2    | 北陸新幹線 | 下行 | 敦賀方向       |      |

## 相鄰車站
西日本旅客鐵道（JR西日本）
 北陸新幹線
福井－越前武生－敦賀

## 外部連結
- JR西日本越前武生站 （页面存档备份，存于）